# Compagnies franches de la marine
Les Compagnies franches de la Marine furent un ensemble d'unités d'infanterie autonomes rattachées à la marine royale et vouées à servir indifféremment en mer et sur terre. Ces troupes constituaient la principale force militaire de France pouvant intervenir et tenir garnison en outre-mer de 1690 à 1761, date de leur radiation.

## La lente maturation des troupes de la marine

### La genèse

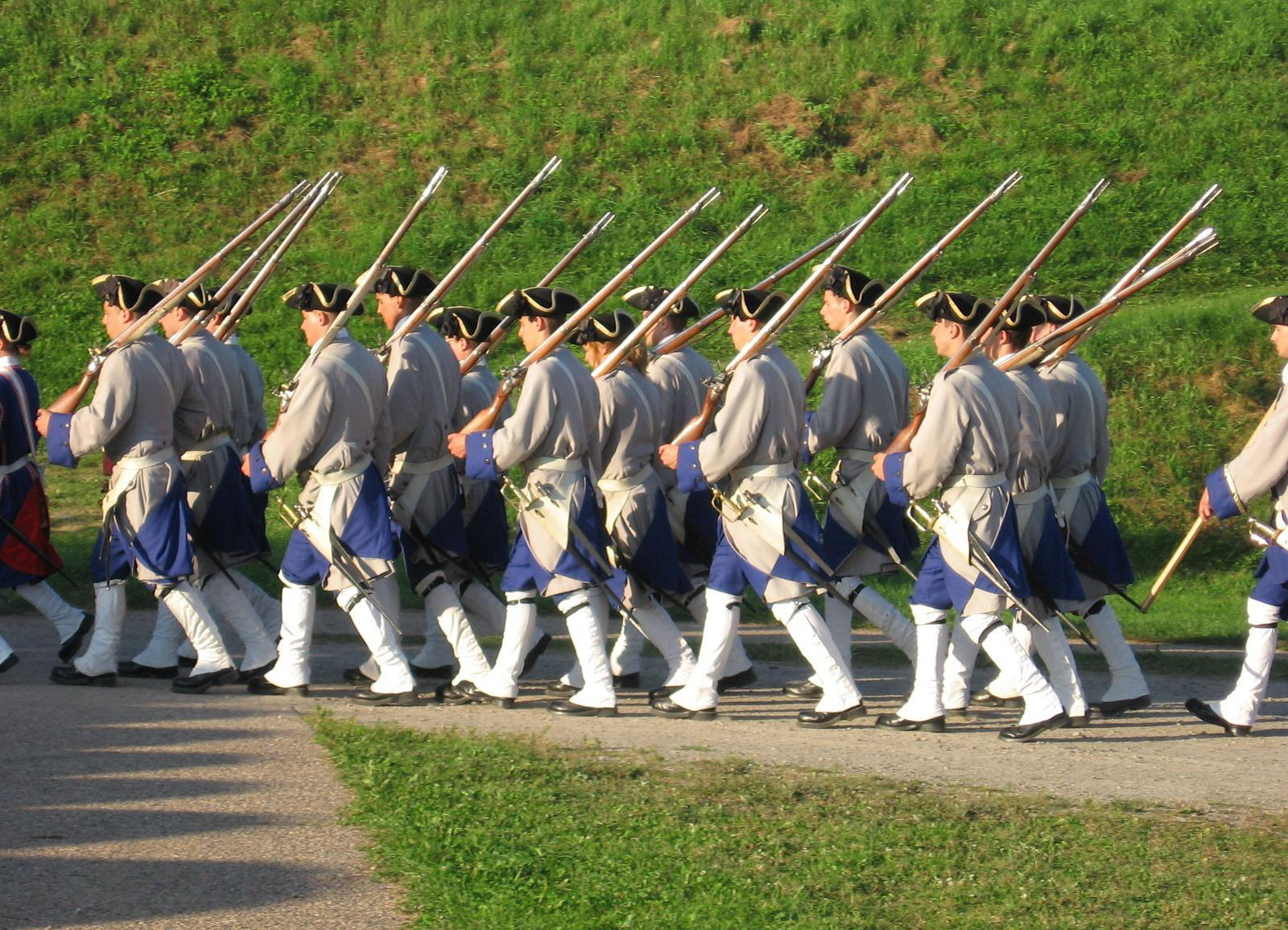
Compagnies Franches de la Marine d'outre-mer

L'origine la plus lointaine des forces coloniales françaises remonte à la création par le cardinal de Richelieu de cent compagnies ordinaires de la mer, en 1622. Ces unités sont alors destinées à servir de soldats de bord aux vaisseaux de la marine royale. Désertions, naufrages, manque d'argent et d'intérêt réduisent considérablement les effectifs initiaux. Richelieu crée alors en 1626 le régiment de La Marine, dont il est propriétaire et commandant honoraire. Arborant le pavillon blanc, le régiment s'illustre par ses combats le long des côtes provençales jusqu'aux îles de Lérins, au large de Cannes, et dans le golfe de Gascogne.
Richelieu crée d'autres régiments pour soutenir l'effort de colonisation français en Nouvelle-France, mais avant tout et surtout aux Antilles, les premiers colons français prenant pied à la Guadeloupe et à la Martinique dans les années 1630. Ces régiments n'ont pas une durée de service des plus longues : régiment du Havre (1636-1642), régiment des Îles (il tint garnison aux îles de Ré et d'Oléron en 1636-1663), et enfin le régiment des Galères basé à Toulon. Louis XIII crée le régiment Royal des Vaisseaux (1638-1643). Ce dernier est refondé par le cardinal Mazarin sous le nom de régiment des Vaisseaux-Mazarin (1644). Il devient ensuite le régiment Vaisseau-Provence (1658), puis le régiment Royal-Vaisseaux (1669). En 1669, Jean-Baptiste Colbert, secrétaire d'État de la Marine et ardent développeur de la marine royale et de l'effort colonial, créa deux régiments : le régiment Royal-La Marine, et le régiment de l'Amiral, qui répartissent leurs compagnies entre Dunkerque, le Havre, Brest, Rochefort et Toulon. Ils arborent pour la première fois l'uniforme gris-blanc et la veste bleue.
Néanmoins, les années 1670 résonnent du conflit d'intérêts entre Colbert et François Michel Le Tellier de Louvois, respectivement secrétaire d'État à la Marine et à la Guerre. Les quatre régiments des Troupes de Marine cités plus haut passent ainsi de la coupe du secrétariat à la Marine à celui de la Guerre. En cause, les besoins militaires des guerres successives du règne de Louis XIV et la volonté de Louvois de contrôler toutes les unités françaises constituées. Les régiments ayant quitté la Marine ne conservent de leur ancienne fonction que leurs noms. Pendant la Révolution, La Marine, Royal-La Marine, Royal des Vaisseaux et le régiment de l'Amiral (rebaptisé régiment de Vermandois) s'intègrent définitivement à l'armée de terre, devenant respectivement les 11e, 60e, 43e et 61e régiments de ligne en 1791. 
La Marine royale a fière allure en 1671 : la France peut aligner 196 vaisseaux. Colbert décide donc la création de 100 compagnies de "soldats-gardiens" destinés à défendre navires et arsenaux. Mais ces hommes sont de nouveau dirigés vers l'armée de terre par Louvois en 1673. À partir de cette date, les officiers de marine sont obligés de recruter eux-mêmes leurs troupes. Grâce à des « levées » dans les ports de guerre ou de commerce, similaires à la « presse », les officiers garnissent leurs navires de défenseurs. Mais le système trouve vite ses limites. Les recrues sont bien souvent indisciplinées, inexpérimentées... et sont libérées ou désertent à l'issue de leur première campagne, ruinant des mois d'entraînement et forçant les officiers à recourir de nouveau aux levées. C'est un cercle vicieux qui fait que la marine ne dispose donc pratiquement pas de soldats d'expérience jusqu'en 1682.

### Trois ordonnances
Pour remédier à ce triste état de fait, le pouvoir royal décide la création de nouvelles troupes coloniales, à l'initiative de Jean-Baptiste Colbert de Seignelay, successeur de son père au secrétariat de la Marine. Celui-ci demande à l'intendant militaire de Rochefort la création d'un corps de soldats "toujours prêt à embarquer", de "gens braves et capables de bons services". Sont ainsi créées six "compagnies de la marine" dépendant du secrétaire d'État de la Marine. Composées de 50 hommes chacune, les unités sont dispersées entre Brest, Rochefort et Toulon, qui deviennent les principaux ports de guerre français. Ce sont des "gardiens de port" demi-soldes affectés à la surveillance des ports et vaisseaux royaux. Disposant de quatre mois de congé par an, ils restent chez eux en temps de paix à condition de se rendre trois à quatre fois par an aux "montres et revues", des séances d'exercice et d'inspection s'étalant sur trois jours. Ils sont commandés par un lieutenant de vaisseau et deux enseignes. Échappant à la mainmise de Louvois, ils sont définitivement dépendants du secrétariat à la Marine.
L'ordonnance royale du 1er janvier 1685 complète ce système par la deuxième fondation des « soldats-gardiens ». Chaque port est désormais doté de six « escouades » de 50 soldats-gardiens et six compagnies de 50 demi-soldes, soit 300 hommes de chaque type, portant à un total théorique de 600 soldats par port. Voici un extrait de l'ordonnance présentant le fonctionnement de ces troupes de marine : « Quand les Soldats-gardiens du port embarqueront, ceux à demi-solde seront appelés pour servir à leur place et toucheront alors la solde entière ». Le nombre de compagnies de soldats-gardiens par port est porté à dix, soit 500 hommes en 1686, puis onze compagnies soit 550 hommes en 1687. 150 hommes, soit trois compagnies, sont affectés au Havre la même année. Les unités d'un même port sont sous le commandement d'un capitaine de vaisseau. 
Le successeur de Seignelay, Louis Phélypeaux de Pontchartrain, signe l'ordonnance royale du 15 avril 1689 qui renforce l'ensemble existant par le renfort d'une compagnie de 100 apprentis-canonniers à Brest, Rochefort et Toulon, d'une compagnie de 50 "bombardiers" et de six escouades de 50 soldats-gardiens supplémentaires à Brest, Rochefort, Toulon et au Havre. L'ensemble de ces unités sont regroupées sous le nom de "troupes de la Marine". Principaux intéressés dans le service en mer, les soldats-gardiens peuvent former jusqu'au tiers des équipages des vaisseaux sur lesquels ils embarquent.
L'ordonnance royale du 16 décembre 1690 réorganise entièrement les troupes françaises destinées à l'outre-mer. Elle autorise la création de quatre-vingts compagnies franches de la marine intégrant au sein des mêmes unités de nouvelles recrues en plus des effectifs des soldats-gardiens, gardiens de port demi-soldes, apprentis-canonniers et bombardiers. 

## Missions, compétences et répartition en Europe et aux colonies

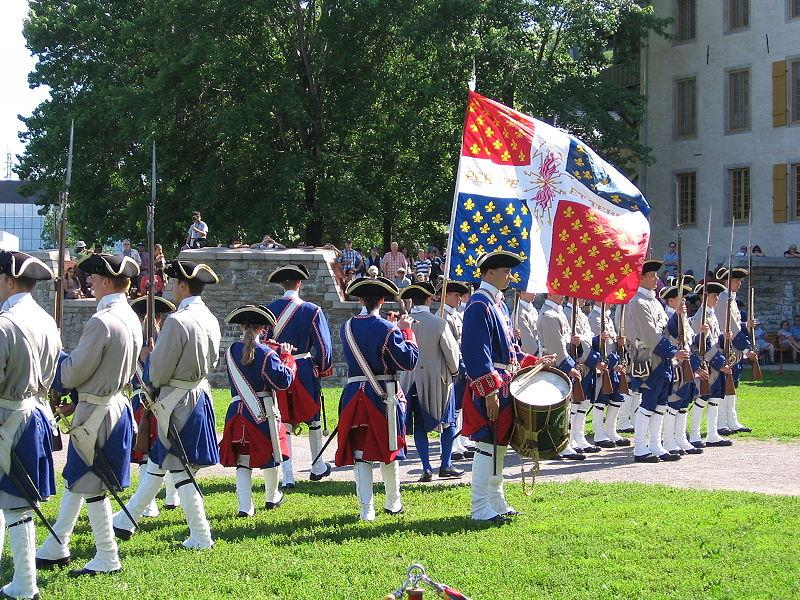
Compagnie franche de la marine en exercice

### Des unités particulières
L'entraînement de base des compagnies a été fixé par un texte de 1704 appelé Exercices pour les Compagnies franches de la Marine. Malgré son nom, le contenu était semblable aux Exercices pour toute l'infanterie française, paru en 1703. L'entraînement des militaires des Compagnies franches ne différaient donc pas de celles des autres fantassins royaux : maniement du mousquet, combat à l'épée, manœuvres collectives, rondes, patrouilles, parades. Ces soldats avaient pour atouts la polyvalence et la souplesse d'emploi. Ils devaient pouvoir assurer indifféremment la défense des vaisseaux de combat et des ports de guerre du Royaume. les fantassins des compagnies franches étaient en outre aptes et habitués aux opérations mer-terre (l'expression « opérations amphibies » serait anachronique), tenant le rôle de troupes d'assaut lors de débarquements sur des rivages ennemis. Détail important : contrairement à d'autres unités françaises, ils étaient pour la plupart habitués aux voyages en mer et aux différents climats rencontrés aux colonies. Ce facteur réduisait certaines complications médicales, le mal de mer notamment, ou techniques, par exemple les manœuvres de débarquement.
Les hommes recevaient également une formation de canonnier en plus de leur entraînement de fusilier. Sachant ainsi se servir eux-mêmes des pièces d'artillerie, ils évitaient le recours à d'autres spécialistes. En mer, ils devaient également avoir quelques compétences de marin, ou les acquéraient sur le tas. Les soldats laissaient en effet à l'équipage les "manœuvres hautes", s'occupant des "manœuvres basses", de la mousqueterie et du service des pièces. Ils étaient enfin entraînés au maniement de la grenade. Cette arme peu commune sur les champs de bataille au XVIIIe siècle était très utilisée lors des combats navals. Elle était particulièrement redoutable lors des abordages, tant pour ses effets meurtriers sur les ponts, espaces relativement étroits et encombrés, que pour son effet psychologique.

### Le service outre-mer et ses spécificités

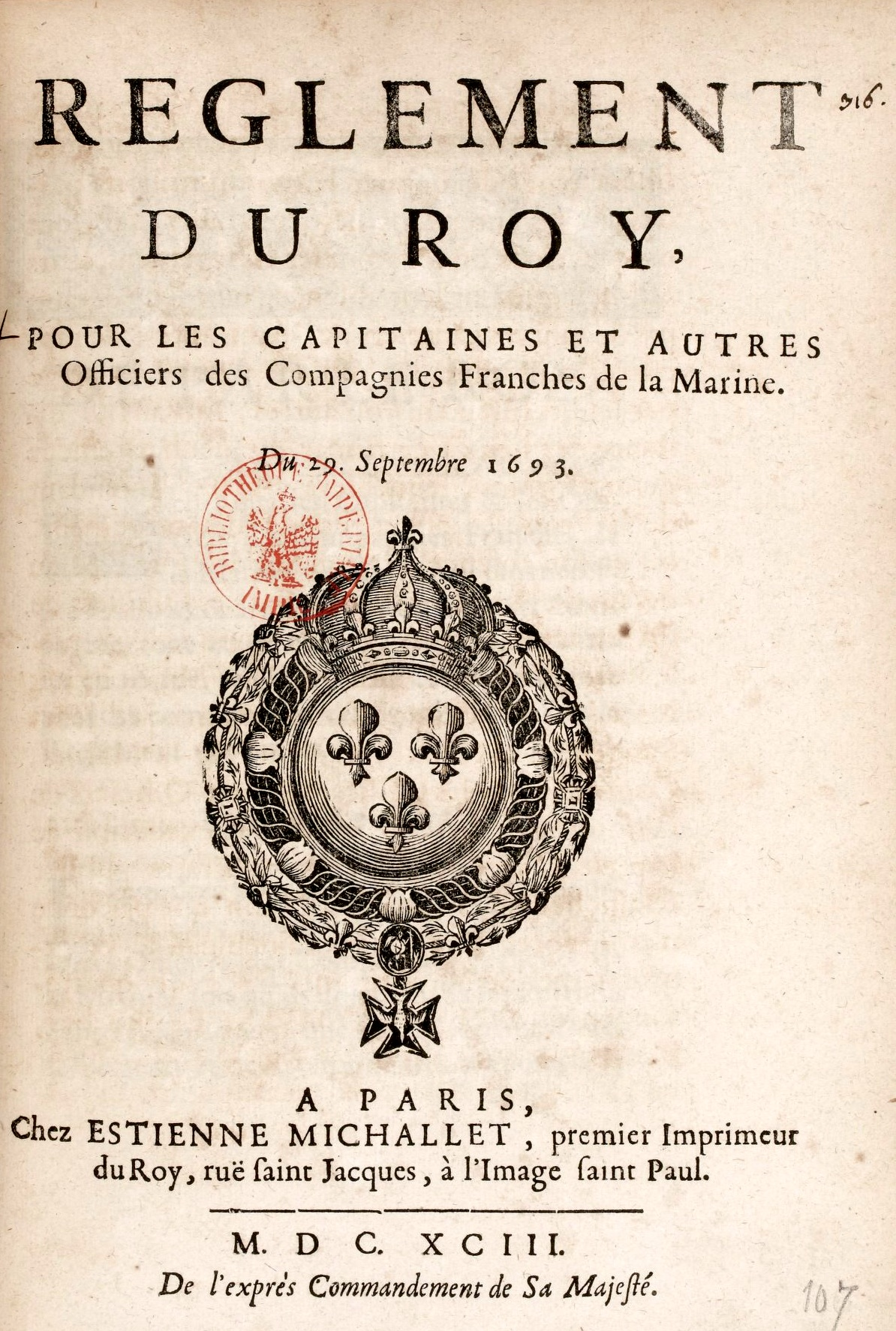
Règlement du Roy pour les Capitaines et autres Officiers
des Compagnies franches de la marine du 29 septembre 1693.

Outre le service des armes et de quelques manœuvres à bord des navires royaux, les soldats de marine sont voués au service outre-mer. Ils assurent dans les colonies les mêmes missions qu'en Europe, d'autant plus que les guerres du Vieux Continent y ont des répercussions. Mais la situation est ici naturellement bien différente : pendant la première moitié du XVIIIe siècle, les Compagnies seront quasiment les seules "troupes réglées", les seules unités militaires régulières à être présentes en permanence partout dans l'empire colonial français. De par leurs compétences, elles en forment bien vite le noyau défensif aux côtés des milices, luttant selon les latitudes contre des "descentes" de nations rivales, de pirates et d'indigènes hostiles, voire contre des révoltes d'esclaves. 
Loin des théâtres de guerre européens réglés et temporisés par "l'art de la guerre", la marge d'action des militaires est par considérablement étendue en outre-mer. En Nouvelle-France et aux Indes, des détachements des compagnies sont présents loin dans l'intérieur des terres, occupant des postes isolés dans l'immensité des territoires français ou sous influence française. En témoignent les forts disséminés le long de la vallée du Mississippi jusque dans l'ouest d'une subdivision de la Nouvelle-France qualifiée de Canada en passant par les Grands Lacs. Rappelons que les soldats viennent de France et sont invités à s'installer là où ils sont affectés, ce qui les conduit par la force des choses à nouer des liens avec les colons et les amérindiens . Ces contacts fructueux les intègrent peu à peu dans la société locale dont ils adoptent certaines coutumes et techniques. En matière militaire, les fantassins postés en Nouvelle-France et en Louisiane ajouteront à leurs spécialités la « guerre de guérilla » ou « petite guerre ». Oubliant la bataille rangée, les soldats de marine mènent une guerre de harcèlement aux côtés des miliciens français né en Nouvelle-France et des tribus amérindiennes alliées contre les établissements anglais ou les tribus leur étant opposées.
Outre ces missions de défense, les fonctions des militaires des Compagnies franches s'étendent et se diversifient selon les régions et les situations. On voit ainsi les fantassins parfois employés à l'exploration, à la construction, à la taille de la canne à sucre, à la protection du commerce des fourrures, au maintien de l'ordre ou au creusement de canaux comme ceux de La Nouvelle-Orléans.

### Garnisons, embarquements et effectifs
En 1690, il existe quatre-vingts compagnies. Ce chiffre fut porté à quatre-vingt-huit au début de 1691, puis à cent le 19 octobre de la même année, pour un total approximatif de 10 000 soldats. Rappelons que ces unités ont été engagées dans cinq guerres et en outre-mer, ce qui implique une mortalité relativement élevée. Pas seulement du simple fait des combats, mais également des risques éventuels de naufrage et d'épidémie durant les campagnes et sous les latitudes tropicales. Tous ces facteurs induisent également un taux de désertion non moins élevé, particulièrement en Louisiane, colonie ayant une réputation sinistre. Le nombre des Compagnies franches, de même que leurs effectifs ont donc considérablement varié de leur création en 1690 à leur dissolution en 1762. Il n'était pas rare que certaines unités ne comptent que soixante, voire trente soldats seulement en pleine guerre. 
Les bases principales des Compagnies Franches en France restaient les grands ports militaires : Brest, Rochefort, Toulon, auquel s'ajoutait Port-Louis, dans le Morbihan.
Aux colonies, les effectifs se répartissent comme suit : (notons qu'il s'agit des effectifs théoriques moyens)
- En Nouvelle-France. 
 Première moitié du XVIIIe siècle : 28 compagnies de 40 hommes, donc environ 1 200 soldats.
En 1756 (début de la guerre de Sept Ans) : 40 compagnies de 65 hommes, donc environ 2 700 fantassins.

| Compagnies franches de la Marine au Canada | Compagnies franches de la Marine au Canada | Compagnies franches de la Marine au Canada | Compagnies franches de la Marine au Canada | Compagnies franches de la Marine au Canada | Compagnies franches de la Marine au Canada |
| Années                                     | Années                                     | Compagnies                                 | Soldats                                    | Officiers                                  |                                            |
| ------------------------------------------ | ------------------------------------------ | ------------------------------------------ | ------------------------------------------ | ------------------------------------------ | ------------------------------------------ |
| 1683                                       |                                            | 3                                          | 150                                        | 6                                          |                                            |
| 1684                                       |                                            | 6                                          | 300                                        | 12                                         |                                            |
| 1685                                       |                                            | 10                                         | 500                                        | 20                                         |                                            |
| 1686                                       |                                            | 16                                         | 800                                        | 32                                         |                                            |
| 1687                                       |                                            | 28                                         | 1400                                       | 84                                         |                                            |
| 1688                                       |                                            | 35                                         | 1750                                       | 105                                        |                                            |
| 1689                                       |                                            | 28                                         | 1400                                       | 84                                         |                                            |
| 1699                                       |                                            | 28                                         | 840                                        | 84                                         |                                            |
| 1722                                       |                                            | 28                                         | 812                                        | 112                                        |                                            |
| 1749                                       |                                            | 28                                         | 1400                                       | 112                                        |                                            |
| 1750                                       |                                            | 30                                         | 1500                                       | 120                                        |                                            |

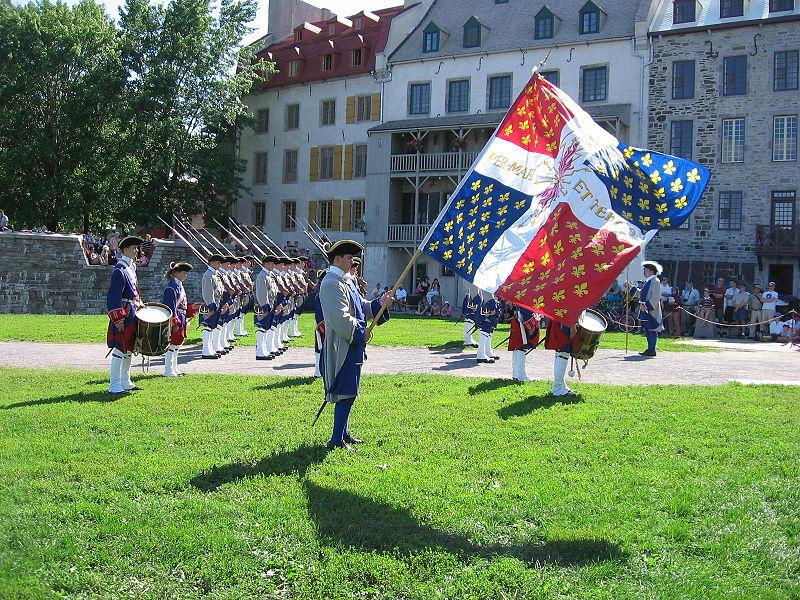
Compagnies Franches de la Marine au Canada

- En 1750, il y a près de 1 700 hommes au lieu des 1 500 requis, mais ce surplus sera de courte durée car ils sont à peine 1 300 cinq ans plus tard.
- Île Royale (Louisbourg). 1725 : 6 compagnies, environ 300 hommes.
- Louisiane. 1721 : huit compagnies (environ 400 hommes, entretenus par la Compagnie des Indes). 1732 : treize compagnies (environ 650 hommes, après la rétrocession de la colonie à la Couronne par la Compagnie des Indes). 1750 : trente-sept compagnies (environ 1300 hommes). 1754 : suppression d'une compagnie, l'effectif est versé dans les autres unités.
- Saint-Domingue.
- Îles sous le vent. 1713 : dix à quatorze compagnies, environ 600 hommes répartis entre la Martinique, la Guadeloupe, Sainte-Lucie, la Grenade et Saint-Christophe. 1755 : environ 1 200 hommes.
- Guyane. 1725 : quatre compagnies, environ 200 hommes.
- Océan Indien. Première moitié du XVIIIe siècle : environ 500 hommes répartis entre l'île Bourbon, l'Île-de-France et Madagascar.
- Indes. Première moitié du XVIIIe siècle : environ 1 500 hommes (entretenus par la Compagnie des Indes). 1758 : 650 soldats des Compagnies franches arrivant avec le corps expéditionnaire de Lally-Tollendal et de l'amiral d'Aché.

En mer, tout comme leurs ancêtres les soldats-gardiens, les hommes des compagnies franches constituent une part non négligeable des équipages des bâtiments de guerre. Sur un vaisseau de 1er rang, on compte 252 soldats pour 800 marins. Sur un vaisseau de 2d rang, 140 soldats pour 500 marins.

## Organisation générale

### Les hommes

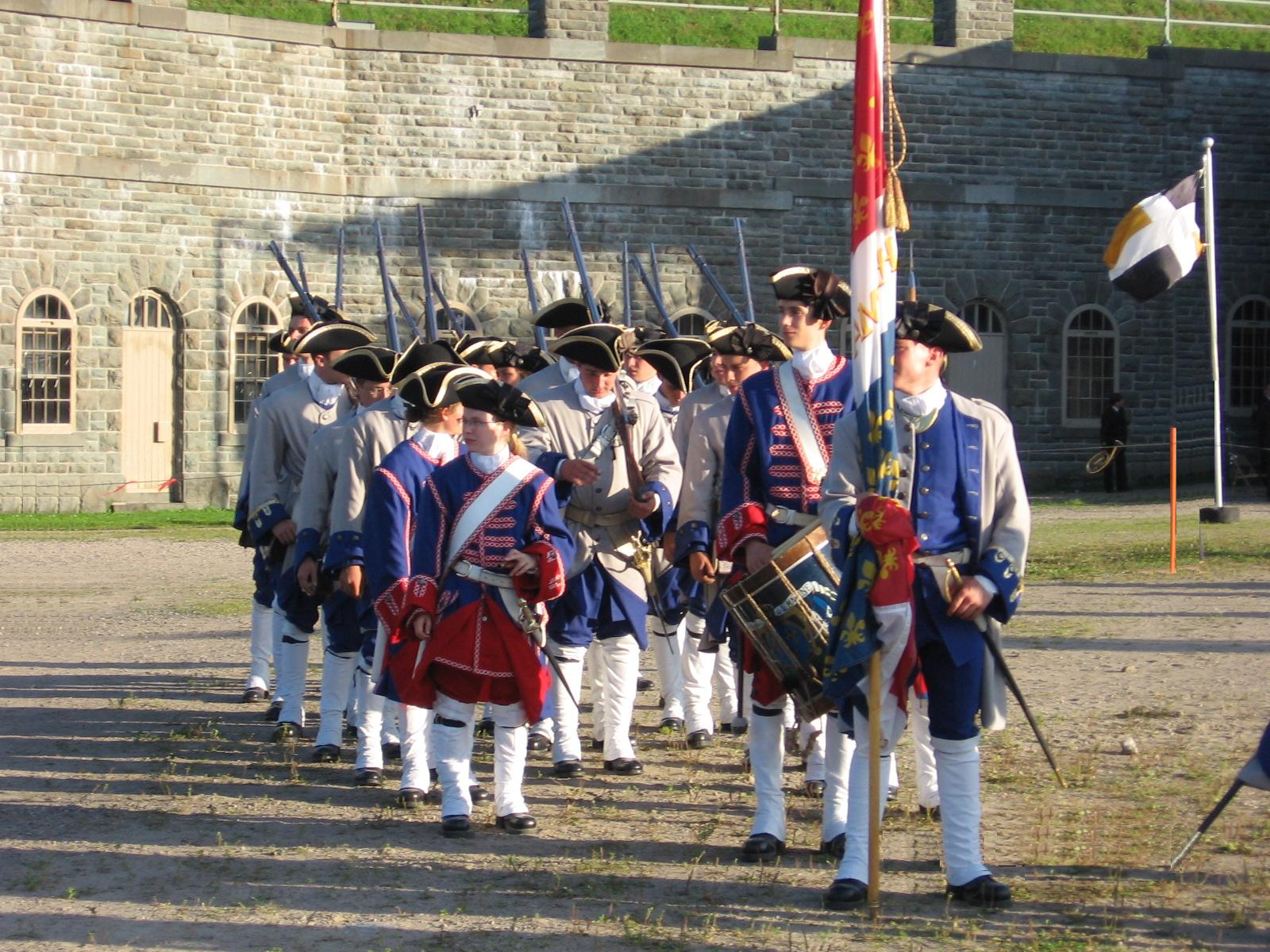
Carrières dans la marine

Les Compagnies franches étaient certes des unités d'infanterie, mais elles étaient rattachées à la marine et leurs chefs avaient par conséquent des grades d'officiers de marine. Ces cadres étaient des militaires de carrière, des soldats professionnels sévèrement entraînés et ayant déjà l'expérience de la mer et du combat. Ils avaient le statut d'« officiers de la marine », se distinguant des « officiers de vaisseaux », qui commandaient les bâtiments et équipages de la flotte. L'ordonnance du 23 septembre 1683 assurait la primauté décisionnelle des officiers de vaisseaux sur les officiers de la marine commandant des compagnies franches embarquées. Ceux-ci disposèrent progressivement d'un pouvoir de décision correspondant à leur grade, le commandant du vaisseau restant toutefois « seul maître à bord après Dieu ». 
L'intérêt en demi-teinte manifesté par le pouvoir royal à la colonisation laissait à certains de ces officiers une liberté d'action étendue en outre-mer. La gestion de certains forts ou établissements leur revenaient parfois entièrement. Et leur qualité d'officier, en tant qu'homme instruit et cultivé, en faisait d'importants intermédiaires diplomatiques et commerciaux avec les peuples autochtones. L'exemple de la Nouvelle-France est révélateur : au XVIIIe siècle la majorité des officiers des Compagnies franches de cette colonie sont originaires de la colonie détenant la citoyenneté française par filiation ou par naturalité (NATURALISATION) . Ils possèdent une connaissance du terrain et des mœurs des Amérindiens que n'ont pas les officiers venus de France, atout indispensable et inestimable demandant des années pour être maîtrisé. Des officiers des Compagnies peuvent enfin être détachés pour former et/ou encadrer des unités militaires indigènes. Par exemple des auxiliaires amérindiens en Nouvelle-France, mais aussi et surtout les troupes de Cipayes, épine dorsale de la défense française aux Indes.
Les hommes de troupes venaient parfois de toutes les provinces du Royaume, mais le recrutement privilégiait à l'évidence les soldats issus des régions littorales. L'on demandait des "volontaires vigoureux et bien tournés", âgés de 18 à 30 ans. L'engagement était de 6 à 8 ans, et aucune identité réelle ne leur était demandée. La plupart signaient donc sous des noms d'emprunt, voire des surnoms fantaisistes : La Fleur, Boit-sans-soif, Brin d'avoine, La Chopine, Joli-Cœur... Pour ne pas déséquilibrer les unités, les "anciens" et les plus jeunes étaient mélangés. S'il était affecté en outre-mer, et s'il était en vie à la fin de son contrat, le fantassin pouvait s'il le désirait faire souche dans sa colonie d'affectation. Les autorités locales les y invitaient expressément. En effet, outre l'apport vital d'un nouveau colon à un empire français qui en manquait tant, celui-ci savait se battre. Il serait donc très utile comme cadre subalterne dans la milice locale.

### Équipement individuel
L'article III, titre VII, livre VII de l'ordonnance royale du 15 avril 1689 fixa avant la création définitive des Compagnies franches la composition de l'uniforme typique ces unités et de l'équipement, qui restera pratiquement inchangé jusqu'en 1762, malgré les bouleversements de statuts. En voici un extrait : « Justaucorps de drap gris-blanc, doublé de revêche bleue, garni de boutons d'étain, avec une culotte de serge d'Aumale, doublée de toile, des bas de serge, une paire de souliers, deux chemises, une cravate, un chapeau bordé d'argent faux, un ceinturon façon d'élan, une épée. Le Roy fourni le mousquet et l'étui à poudre. »
Cet uniforme est réglementaire, mais la plupart du temps, la composition générale change. Il s'agit le plus souvent d'un adaptation au climat local ou d'un manque d'approvisionnement, voire d'une usure accélérée lors des affectations en outre-mer, que l'isolement n'arrange pas. Les hommes eurent également en dotation des grenades et au XVIIIe siècle leur mousquet fut probablement pas le modèle 1717, dit « de Charleville », mais le "Fusil De Tulle". Le «Fusil de Tulle», qu'il soit de chasse ou de grenadier, est cependant un fusil semi-réglementaire. Vers le milieu du XVIIIe siècle, c'est le mousquet réglementaire, celui «de Charleville» 1728 et 1745, ainsi que les fusils de «St-Étienne», qui seront le plus fournit et utilisé par les troupes de la Marine.

### Structure des compagnies franches de la marine
Nous l'avons dit plus haut, chaque compagnie compte donc en théorie cent hommes. À la tête de chaque unité, un lieutenant de vaisseau secondé par deux enseignes. Viennent ensuite un capitaine d'armes, quatre sergents, huit caporaux, deux tambours, un fifre (instrument) et quatre-vingt-quatre soldats.
L'unité tactique retenue par les créateurs des troupes de marine à l'époque est donc la compagnie à effectif théorique de 100 soldats. Une compagnie est divisée en quatre escouades d'effectifs équivalents. Cette échelle relativement réduite permet une souplesse d'utilisation inégalable par des unités plus importantes, bataillon ou régiment. Il n'y aura de regroupements des compagnies franches au sein de bataillons de combat qu'au cours de campagnes terrestres, par exemple pendant la Guerre de la Ligue d'Augsbourg en Europe et pendant la guerre de Sept Ans au Canada, le premier en 1757 et le second en 1760. Les unités reçoivent un entraînement, un équipement et des compétences similaires mais sont indépendantes les unes par rapport aux autres, d'où l'appellation de compagnies "franches". De plus, elles ne disposent pas d'État-major au sens propre et dépendent du commandant du vaisseau ou du port sur ou dans lequel elles sont affectées.
Une Inspection des Compagnies franches est créée en 1693. Elle a pour mission d'apprécier l'organisation, la compétence et la discipline des troupes en métropole. Les premiers titulaires furent MM. de Jonquière à Toulon, d'Esnambuc à Brest et de Chaulmes à Rochefort.
Le nombre d'hommes par compagnie évolue cependant au fil du temps. En 1756, le nombre d'hommes par compagnie à 65 et en 1757 le nombre de compagnies est augmenté à 40 .

### Drapeau

Représentation du drapeau d'ordonnance des troupes de la Marine, tel que décrit par la « Relation de ce qui s'est passé à la bénédiction des drapeaux de la Marine le 21 juillet 1737 dans l'Église Saint-Louis de Brest ».

Le drapeau réutilisé de nos jours par des groupes de reconstitution et présenté sur cette page reste énigmatique. Effectivement, aucun document officiel ne représente précisément, que ce soit par ordonnance royale ou graphiquement, le drapeau de la compagnie franche de la marine. Ce dernier a été reconstitué par Michel Pétard et se basait sur une description succincte.
Il se pourrait donc que le drapeau représenté tel quel, n'ait jamais existé. Celui représenté par la troupe de reconstitution des Compagnies franches de la Marine à Montréal du Musée Stewart était en fait celui du régiment de la Marine de Saint-Malo, qui exista de 1772 à 1774. Un drapeau d'ordonnance est cependant détaillé en 1737 par une description de la bénédiction et de la remise des drapeaux aux Compagnies franches de la Marine à Brest . Le drapeau dit «d'ordonnance» des troupes de la Marine est écartelé, les quartiers étant bleus et rouges. Ceux-ci sont remplis de fleurs de lys or. La croix blanche quant à elle porte la devise : «PER MARRE ET TERRAS» en lettres d'or ainsi que la foudre au centre. Le drapeau «colonel» quant à lui est croix blanche sur blanc, avec les lys d'or, la même inscription or et la foudre.
Ce drapeau devait être peu utilisé au Canada avant la formation du Bataillon de la Marine en 1757 et d'un autre en 1759. Il est possible cependant qu'il existât un drapeau cérémoniel à Québec et à Montréal gardé par le major-général des troupes. À Louisbourg, il y a plusieurs mentions que les troupes disposent d'un drapeau, et ce dès 1704.

## Fin et pérennisation des Compagnies franches de la marine

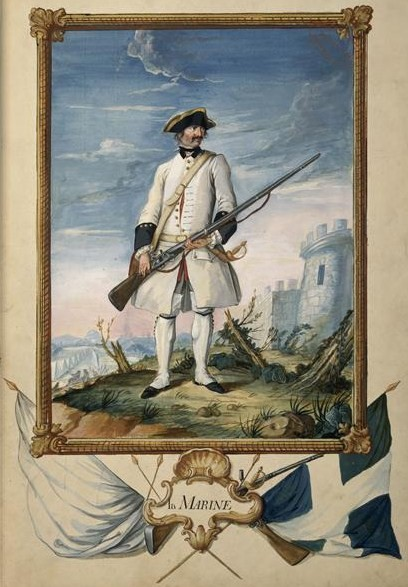
Soldat d'une régiment de la marine en 1757, pendant la guerre de Sept Ans.

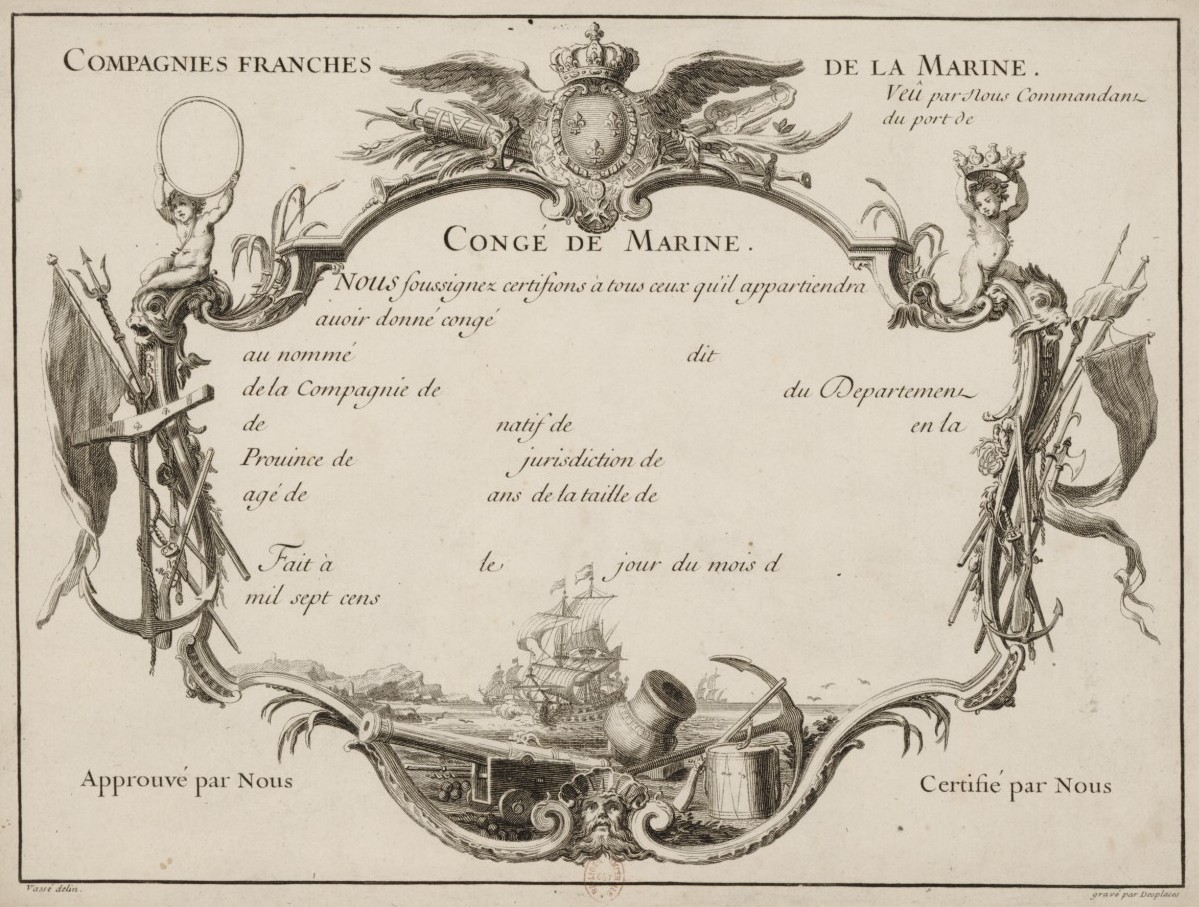
Certificat de congé des Compagnies franches de la Marine. Document administratif que remplissait le commandant du port.

### Le chant du cygne
La guerre de Sept Ans fut pour l'Armée royale et la marine de Louis XV un véritable tremblement de terre. À la suite de l'effondrement de l'empire colonial aux Indes et en Amérique, les Compagnies franches de la marine n'étaient plus opérationnelles. Dispersées, désorganisées, leurs effectifs ayant fondu du fait des combats, des maladies, des désertions, elles furent purement et simplement supprimées le 5 novembre 1761 par le ministre Choiseul. Leurs effectifs furent versés dans d'autres unités royales. Emblématiques du Premier espace colonial français, les Compagnies franches de la marine disparurent de facto avec lui. 

### Héritage militaire
Au cours de la Guerre de Sept Ans, n'ayant plus d'unité spécialisée dans les opérations aux colonies, Choiseul créa une unité éphémère reprenant les principes de base des compétences des compagnies franches, le Régiment des Étrangers de Dunkerque. Cette troupe hétéroclite fut dissoute immédiatement après la fin de la guerre.
Les uniformes, traditions, couleurs et emblèmes des compagnies franches n'ont été repris par aucune autre unité de l'armée ou de la marine. Chaque compagnie avait un drapeau, mais aucun ne nous est parvenu et aucune illustration ne les représente. Toutes les couleurs originelles de ces unités se sont donc perdues. 
Les troupes de marine et les fusiliers marins actuels sont tout de même les héritiers directs de ces troupes coloniales anciennes, et elles en perpétuent l'esprit et l'histoire, sinon la mission.

### La survie des traditions des Compagnies franches de la marine aujourd'hui

#### La renaissance des Troupes de la Marine
Les Compagnies franches de la marine des XVIIe et XVIIIe siècles naquirent à nouveau en 1962, lors de la Foire mondiale de Seattle, (État de Washington), par une reconstitution historique et militaire réalisée par le Royal 22e Regiment de l'armée canadienne. On fit appel au musée Stewart au fort de l'île Sainte-Hélène ainsi qu'à son président-fondateur, M. David M. Stewart qui avaient préalablement mené des recherches en ce sens.

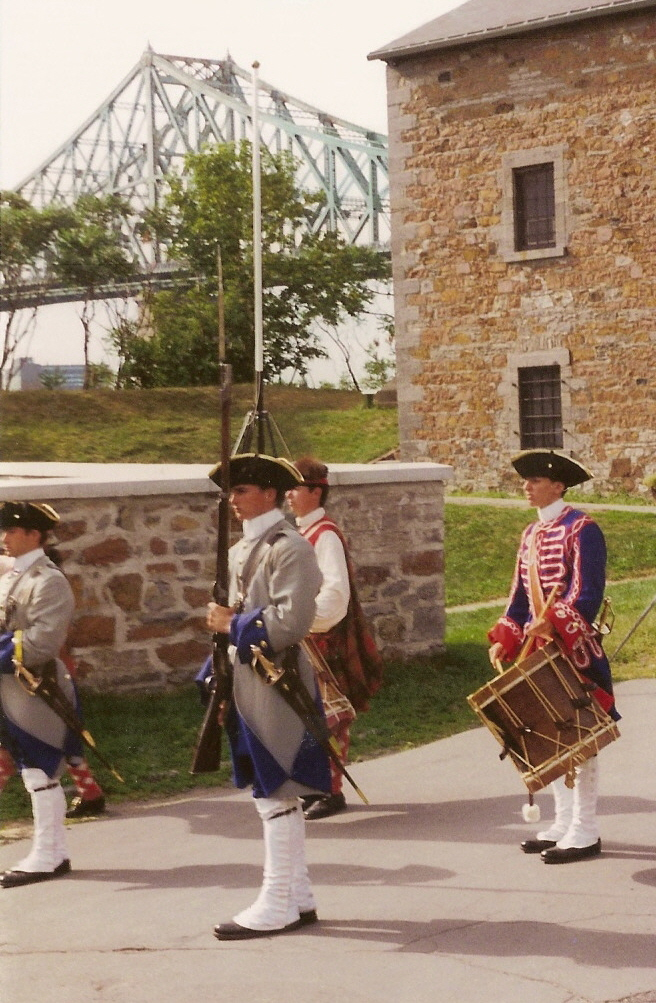
Animation militaire au Musée Stewart

Durant l'hiver 1962-63, des sous-officiers du Royal 22e Regiment entraînèrent un groupe d'étudiants de la région montréalaise au maniement des armes. Ceux-ci prirent aussitôt la relève au fort de l'île Sainte-Hélène, en présentant quotidiennement des manœuvres historiques durant la période estivale.  En 1965, Guy P. E. Duschesnau, Major Général, prend la relève comme officier responsable de la Compagnie franche de la Marine. Dès cette date, la Compagnie s'acquit une solide réputation d'excellence si bien, qu'en 1967, elle se vit confier le privilège de la garde d'honneur du commissaire-général de l'Expo '67. Elle participa aux campagnes de promotion touristique de 1966-67-68 organisée par les gouvernements provincial et fédéral aux États-Unis. Elle fut ainsi amenée à visiter diverses villes comme New York, Buffalo, Détroit, Saint-Louis.
Ailleurs qu'au Canada, la Compagnie effectuera de nombreuses démonstrations aux États-Unis et en France.
Sur un plan strictement local, la Compagnie participe aux gardes d'honneur, aux défilés, aux démonstrations de manœuvres militaires et de musique, aux cérémonies d'ouverture, de lancement ou de commémoration, le tout dans un cadre d'événement divers.
Par ailleurs, l'année 1992 marqua une nouvelle étape dans l'histoire de la reconstitution des Compagnies franches de la marine. En effet, conjointement avec le major Duchesneau et la Compagnie franche de Montréal, une nouvelle compagnie fut formée dans la ville de Québec. Constituée de membres de la Réserve navale, la Compagnie franche de Québec vient maintenant, elle aussi, participer à cette mise en valeur du patrimoine historique canadien et continue depuis chaque année, notamment aux anniversaires de la fondation de la ville de Québec (voir photos ci-dessous).
Pendant 50 ans, durant la saison estivale, une troupe des Compagnies franches de la Marine effectuait des démonstrations militaires historiques au Musée Stewart de l'île Sainte-Hélène, incluant le tir de fusils, la musique (fifre et tambour) et le lever du drapeau. En 2013, le programme d'animation militaire a pris fin au Musée. On estime à plus de 700 étudiants ayant participé à ce programme de mise en valeur du patrimoine militaire.
Repris par la Société historique du Lac Saint-Louis et aujourd'hui par les Anciennes Troupes militaires de Montréal, la Compagnie franche de la Marine et le « 78th Fraser Highlanders » effectuent maintenant des démonstrations de tirs et de musique au Château Ramezay et dans le Vieux-Montréal depuis l'été 2014. L'organisme à but nom lucratif les « Anciennes troupes militaires de Montréal » a été enregistré le 8 juin 2015. Sa mission est de promouvoir des activités de diffusion de la connaissance sur l’histoire des Compagnies franches de la Marine et du 78th Fraser Highlanders. Durant la période estivale, les Compagnies franches de la Marine et le 78th Fraser Highlander déambule dans le Vieux-Montréal, à la Place Royale et au Champ-de-Mars, pour y faire des démonstrations militaires. Ils font revivre l’histoire par leurs manœuvres incluant la musique, la danse, des jeux, le tir du mousquet et le tir de canon. L’organisme vise à mettre en valeur le patrimoine et présenter l’histoire culturelle du riche et métissée du Québec, à travers l’histoire de la présence militaire sur le territoire. Bien que poursuivant ses actions avec un effectif réduit, elles poursuivent une tradition de reconstitution de plus de 50 ans et continuent de promouvoir l'histoire du Québec. Les Anciennes troupes militaires de Montréal participent à des galas et autres cérémonies, en offrant leurs services à ceux qui désirent obtenir une contribution unique à leur événement. L'organisme participe régulièrement au Marché public de Pointe-à-Callière, cité d'archéologie et d'histoire de Montréal. Les Anciennes troupes militaires de Montréal participe également aux Highland games de Montréal et à 1804 : l'événement qui a lieu à Terrebonne grâce à son partenariat avec la SODECT, la Société de développement culturel de Terrebonne. Avec l’aide d’étudiants à la maîtrise du programme de muséologie à l’Université du Québec à Montréal, Alexandre Trémeau et François Vallée, un programme éducatif a été mis sur pied pour maximiser l’implication du visiteur et son sentiment d’appartenance à l’histoire militaire. Le but recherché est d’amener les participants à intellectualiser eux-mêmes les différents processus historiques qui ont façonné la construction du patrimoine militaire. Sous la forme d’un camp militaire, les différentes activités proposées permettent de se plonger dans les représentations de la vie des militaires sur le terrain à l’époque de la guerre de Sept Ans. Loups Pagliuzza, un ingénieur qui a été interprète aux Anciennes troupes militaires en 2015 et 2016 a dessiné la carte du jeu sur la traversée de l’Atlantique. Philippe Pageau en a conçu les règles. Il a souvent bénévole pour l’organisme. 
Sur le site du fort de Chartres aux États-Unis, appelé localement French Colonial Country, a également lieu une reconstitution historique en costume le premier weekend de juin.

##### Liste des Capitaines de la Compagnie Franche de la Marine de l'Île Ste-Hélène (1962-2013)
Chaque année représente une saison estivale où le capitaine en question a mené la Compagnie.
- Paul Dupuis, 1962
- Pierre Fréchette, 1963-1964
- Pierre Pouliot, 1965
- Serge Brosseau, 1966
- Michel Grant, 1967
- Pierre C. Tremblay, 1968
- Guy Vadeboncoeur, 1969-1970
- Claude Harvey, 1971
- Yvon Legault, 1971-1972
- Jean-Charles Dion, 1973
- Denis Legault, 1974
- Michel Despatie, 1975
- Réal Coté, 1976-1977
- Claude Duchesnau, 1978
- Denis Paquin, 1979
- André Messier, 1980-1981
- François Lebreux, 1982-1983
- Jean Barbeau, 1984-1985
- Michel Blanchard, 1986
- Alain Bisson, 1987
- Serge Lefebvre, 1988
- Marc Lefebvre, 1989
- Benoit Vincent, 1990
- Éric Jutras, 1991
- Benoit Rochefort, 1992-1994
- Marc-André Nadin, 1995
- Louis-Philippe Carrier, 1996-1997
- Pascal Grenier, 1998
- Alexandre Lavoie, 1999
- Sylvain Poirier, 2000
- André Senkara Jr., 2001
- Pierre-Olivier Dufresne, 2002
- Patrice Bathalon, 2003
- René-Philippe Gagnon, 2004
- Jean-François Grenier, 2005
- Julien Després, 2006,
- François Kirsch, 2007
- Guillaume Ganivet-Boileau, 2008-2009
- Lauren Ste-Marie, 2010-2012
- Simon Lajoie, 2013

##### Liste des Capitaines de la Compagnie Franche de la Marine de Montréal (2014 -)
Chaque année représente une saison estivale où le capitaine en question a mené la Compagnie.
- Alexis Kelly 2014-2015
- Philipp Portelance 2015 -

#### La Compagnie de Lacorne
La Compagnie de Lacorne est un regroupement de personnes bénévoles, passionnées d'histoire, qui ont pour objectif principal de reproduire le plus fidèlement possible une Compagnie franche de la Marine durant la période 1720-1760.
La compagnie a été fondée en 2001 et elle a été baptisée en l’honneur de la famille de La Corne qui a fourni au Canada certains des plus grands officiers des troupes de la Marine (Jean-Louis de La Corne de Chaptes, Louis de La Corne et Luc de La Corne). Les membres de ce groupe proviennent du Canada (Québec et Ontario) et ils exécutent des démonstrations militaire au Canada et aux États-Unis.
Chaque printemps les membres se retrouvent à l'école du soldat où ils apprennent le maniement des armes et les manœuvres militaires tel que pratiqué en Nouvelle-France. Deux facettes de la vie d'un militaire est représentée par ce groupe, soit la vie en garnison ou en campement militaire.

## Conflits et engagements majeurs
Les hommes des Compagnies franches ont pris part à tous les conflits impliquant la France de 1690 à 1761 en Europe, aux Amériques et aux Indes. Leurs engagements sont en principe liés à la guerre navale, mais notons qu'ils sont très souvent employés à terre. 
Ne sont répertoriés ici que leurs principaux engagements. Les combats navals isolés et les "coups de main" livrés pendant la "petite guerre" en Amérique seraient en trop grand nombre pour être présentés.

### En Europe
Guerre de la Ligue d'Augsbourg (1688-1697) 
- Bataille de la Hougue (29 mai 1692)
- Bataille de Lagos (27 juin 1693)

Guerre de Succession d'Espagne (1709-1714)
- Bataille de Malplaquet (11 septembre 1709)
- Bataille de Denain (24 juillet 1712)

Guerre de Succession de Pologne (1733-1738)
- Siège de Dantzig (1734) (22 février au 9 juillet 1734)

Guerre de Sept Ans (1756-1763 en Europe, 1755-1760 aux Amériques et aux Indes)
- Bataille de Minorque (1756)
- Bataille de Lagos (19 août 1759)
- Bataille des Cardinaux (20 novembre 1759)
- Bataille de Belle-île (1761)

### En Amérique
Première Guerre intercoloniale (1689-1697)
- Siège de Québec (16 au 21 octobre 1690)
- Expédition de Carthagène (2 mai 1697)

Deuxième Guerre intercoloniale (1702-1713)
- Défense de la Guadeloupe (1703)
- Expéditions de Rio (1710 et de juin 1711 à février 1712)

Guerre de la Quadruple-Alliance (1718-1720)
- Bataille navale de l'île Dauphine (baie de Mobile) (19 août 1719)
- Siège de Pensacola (2 septembre 1719)

Guerres des Renards ou Fox (Meshkwahkihaki) (1712 à 1714 et 1729)
Guerres des Natchez (1717-1719 et 1729-1731)
Guerres des Chicachas (1736 et 1739-1740)
- Troisième Guerre intercoloniale (1742-1748)
- Siège de Louisbourg (6 mai au 19 juin 1745)

Quatrième Guerre intercoloniale (1754-1760)
- Bataille de Fort Necessity (3 juillet 1754)
- Bataille de Fort Beauséjour (juin 1755)
- Bataille de la Monongahela (9 juillet 1755)
- Bataille de Fort Carillon (8 juillet 1758)
- Siège de Louisbourg (juin-juillet 1758)
- Défense de la Guadeloupe (avril 1758)
- Bataille des plaines d'Abraham (13 septembre 1759)
- Bataille de Sainte-Foy (28 avril 1760)
- Bataille de la Ristigouche (juillet 1760)
- Défense de la Martinique (1761)

### Aux Indes
Troisième Guerre intercoloniale
- Bataille de Négapatam (6 juillet 1746)
- Siège de Madras (août au 21 septembre 1746)
- Siège de Pondichéry (automne 1748)

Quatrième Guerre intercoloniale (1754-1760)
- Bataille de Gondelour (29 avril 1758)
- Bataille de Négapatam (3 août 1758)
- Siège de Madras (décembre 1758 à février 1759)
- Bataille de Pondichéry (10 septembre 1759)
- Siège de Pondichéry (mars 1760 au 4 janvier 1761)

### Campagnes des Troupes de la Marine auXVIIesiècleavant la création des Compagnies franches
- Siège de la Rochelle (1628)
- Guerre franco-espagnole (1635-1659)
- Expédition de Djidjelli (juillet au 31 octobre 1664)
- Guerre de Hollande (1672-1679)
- Prise de Gorée et de Rufisque (1674)
- Guerre franco-algérienne (1681-1688)
- Bombardements de Gênes et de Tripoli (1684 et 1685)

### Autres lectures
- «L'homme de 1751: Les compagnies franches de la Marine», par Michel Pétard, revue Gazette des uniformes no.34, nov.-déc. 1976.

## Photos

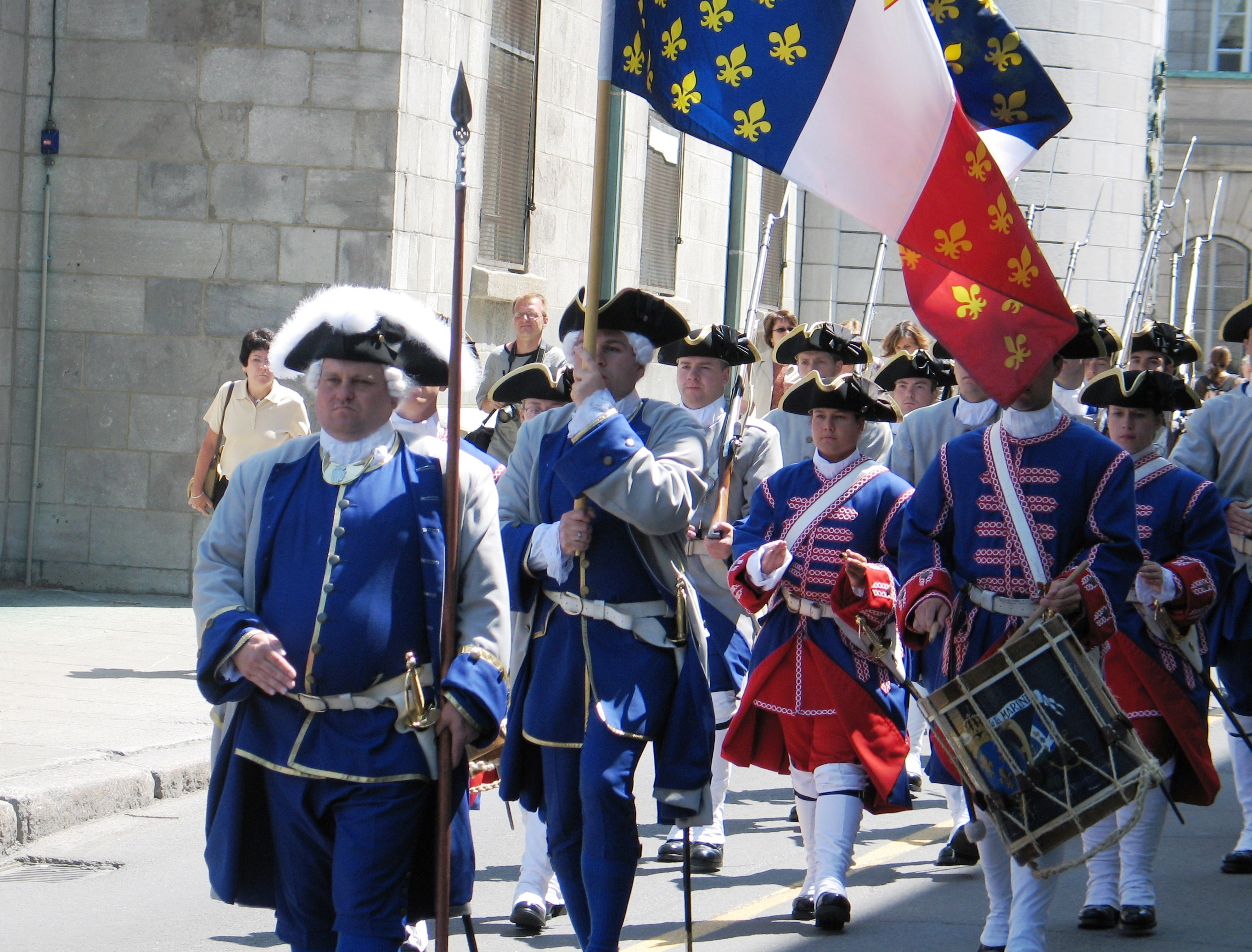
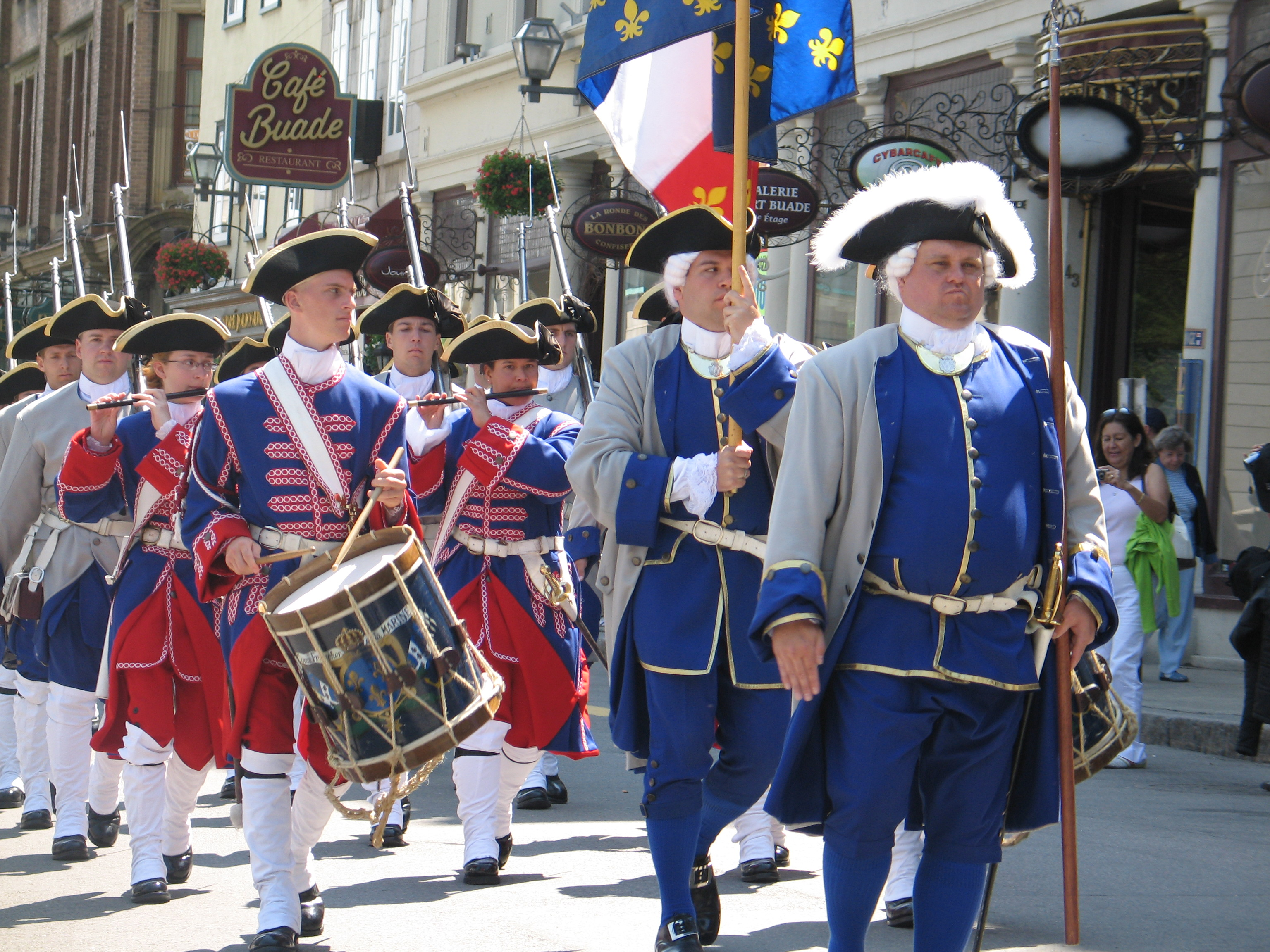
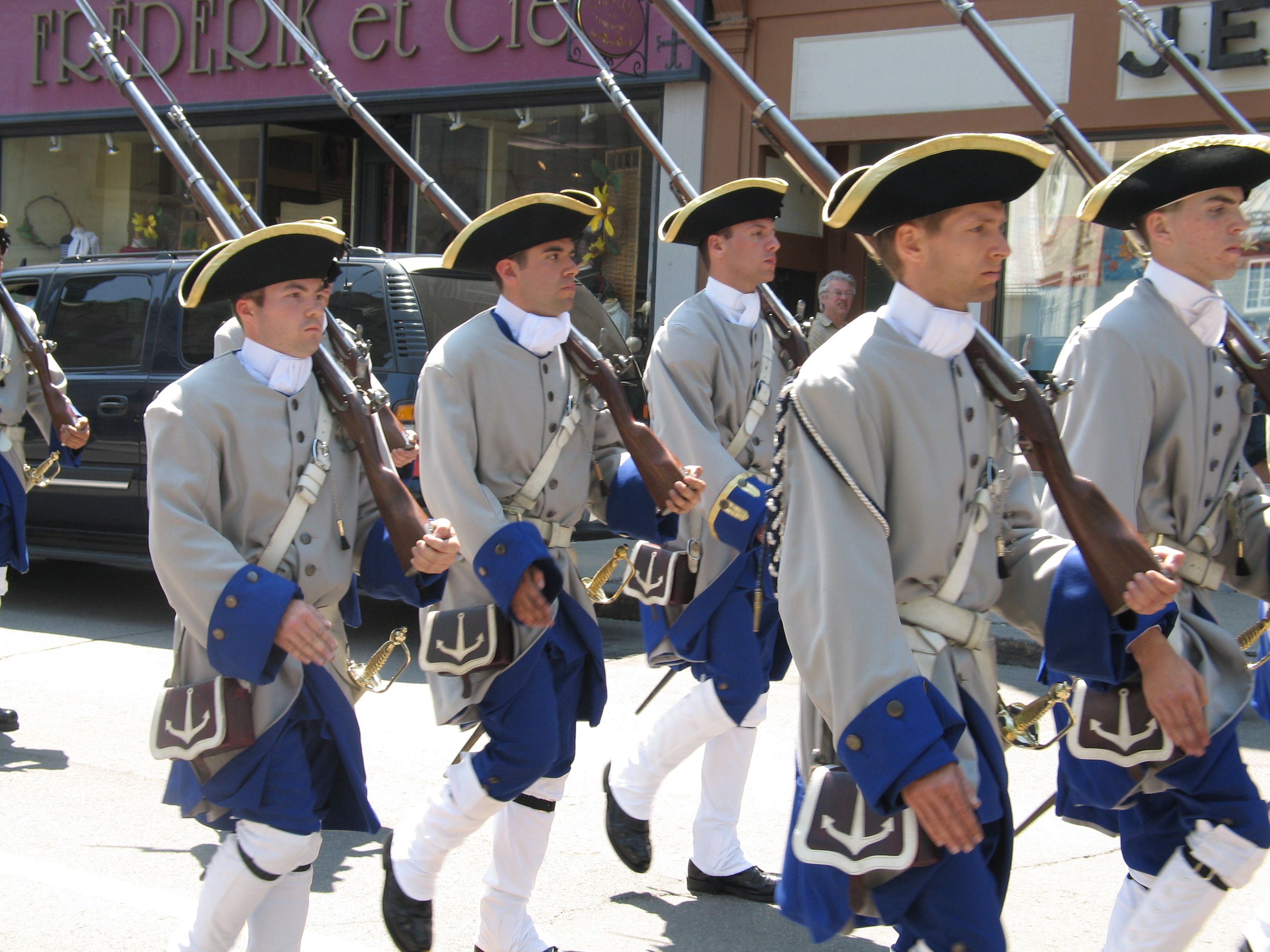
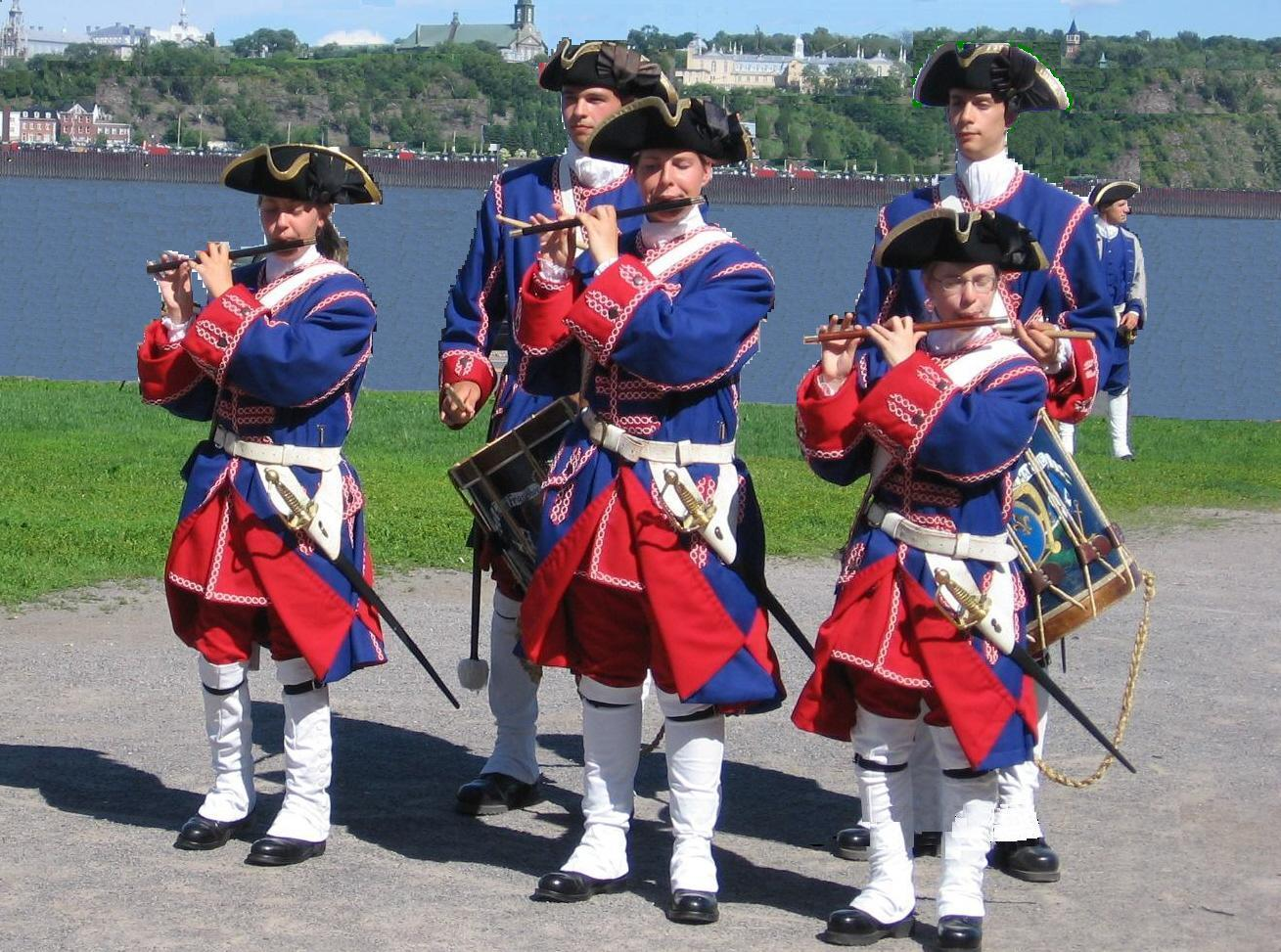
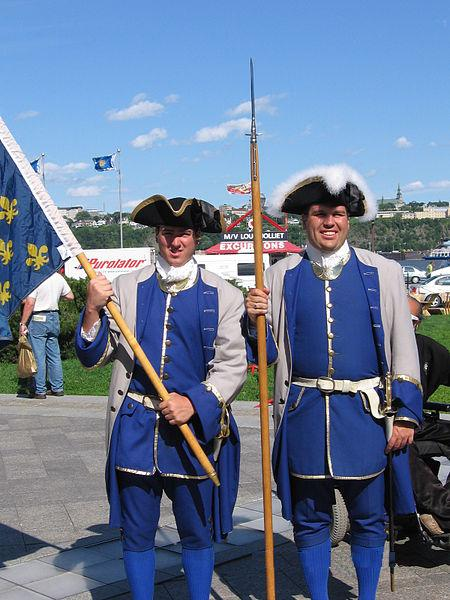
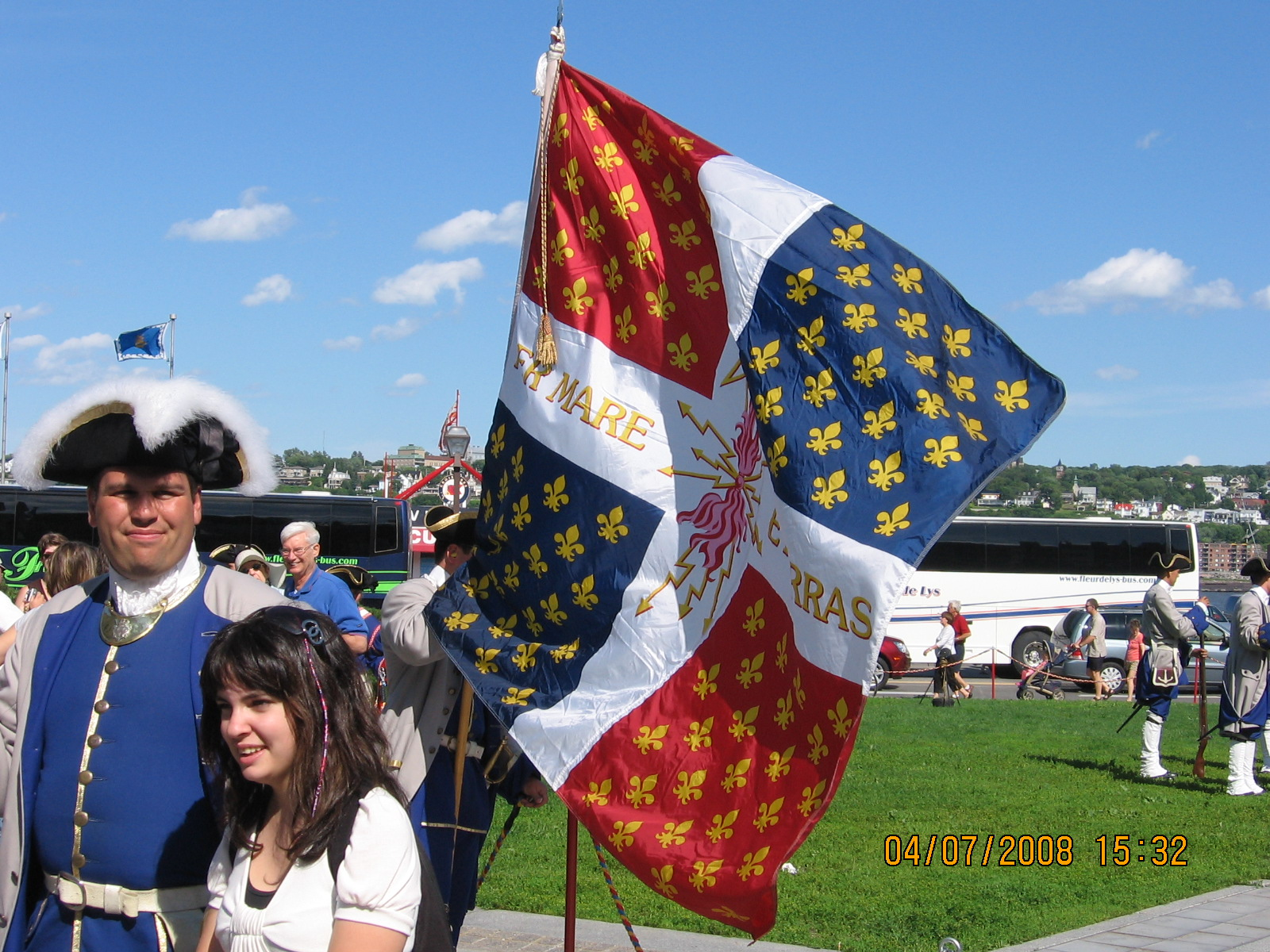
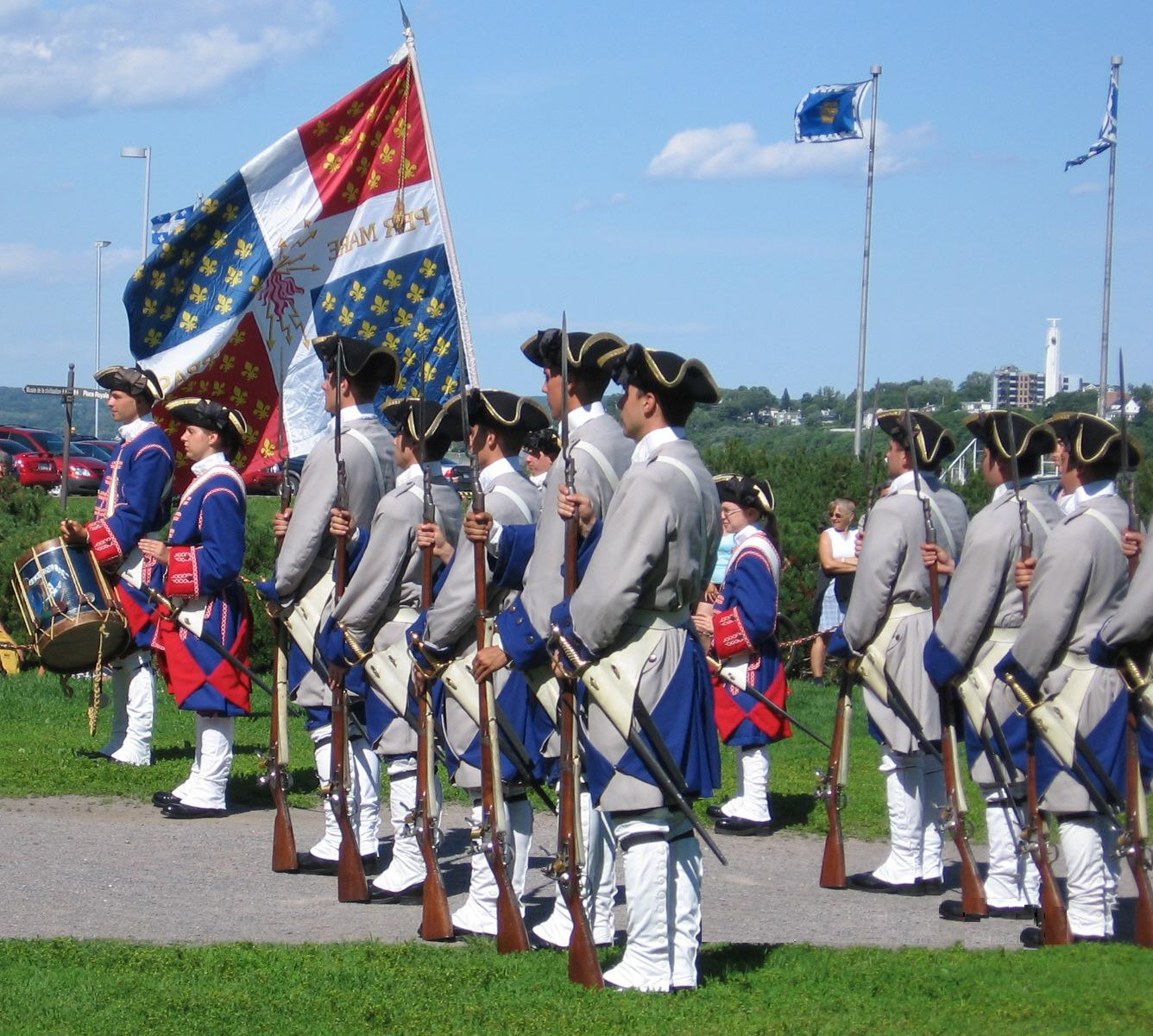
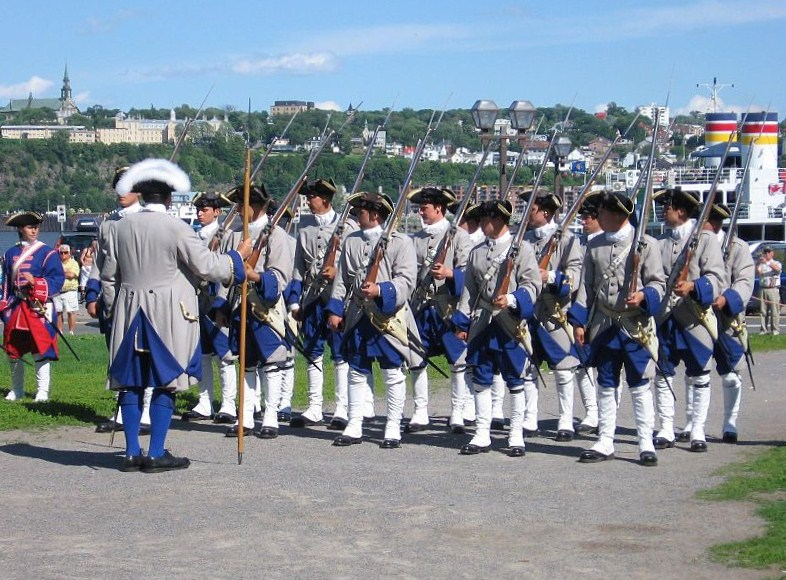
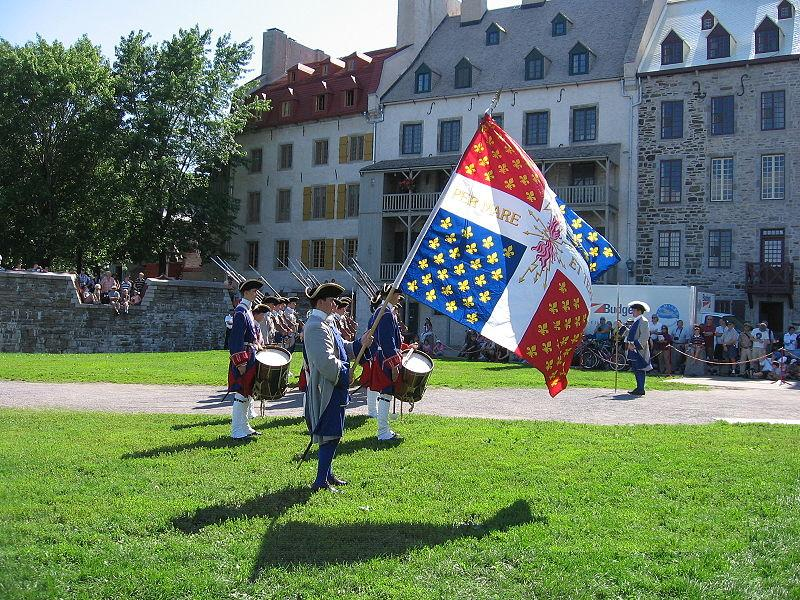

La compagnie franche de la marine exerce son droit de cité dans la vieille ville fortifiée de Québec, 
 à l'occasion du 400e anniversaire de la ville, le 4 juillet 2008